# Kurikka kyrka
Kurikka kyrka (finska: Kurikan kirkko) är en kyrka i Kurikka i Södra Österbotten. Den blev klar år 1847. Den renoverades under åren 1987–1990. Kyrkans orgel är byggd av Kangasala orgelfabrik 1965.